# David Fletcher
David Owen Fletcher (Orange, 31 maggio 1994) è un giocatore di baseball statunitense naturalizzato italiano che gioca nel ruolo di seconda base, interbase o terza base per gli Atlanta Braves della Major League Baseball (MLB).

## Biografia
È fratello maggiore di Dominic Fletcher, anch'egli giocatore di baseball. Suo padre, Tim Fletcher, giocò a football americano a livello collegiale presso il Saddleback College. Sua madre, Fernanda Del Buono, è nata e cresciuta in Toscana, fatto che ha permesso sia a David che a Dominic di partecipare al World Baseball Classic con la nazionale italiana.

## Carriera

### Gli inizi
Dopo aver studiato e giocato presso la Cypress High School di Cypress, California, giocò due stagioni con la Loyola Marymount University.
Venne poi selezionato dai Los Angeles Angels (all'epoca denominati Los Angeles Angels of Anaheim) al sesto giro del draft MLB 2015. Pochi giorni più tardi venne assegnato agli Orem Owlz, squadra affiliata agli Angels e partecipante alla Pioneer League (classe Rookie-avanzata). Fu l'inizio del suo percorso nelle minors, che negli anni lo portò a giocare con Burlington Bees (classe classe A), Inland Empire 66ers (A-avanzato), Arkansas Travelers (Doppio-A), Scottsdale Scorpions (Arizona Fall League), Mobile BayBears (nuovamente Doppio-A) e Salt Lake Bees (Triplo-A).

### MLB
Il 12 giugno 2018 Fletcher venne promosso nel roster MLB degli Angels. Fece il suo debutto il giorno seguente contro i Seattle Mariners, partita in cui batté 3 valide (tra cui anche un triplo) in 4 turni di battuta. Il 12 luglio, sempre contro i Mariners, realizzò il suo primo fuoricampo in MLB. Terminò la stagione con una media battuta di .275, un fuoricampo e 25 punti battuti a casa in 80 partite complessive, nelle quali difensivamente venne utilizzato nei ruoli di seconda base, interbase, terza base ed esterno destro.
Nell'aprile dell'anno seguente iniziò a giocare anche da esterno sinistro, complice un infortunio a Kole Calhoun e lo spostamento a destra di Brian Goodwin. Continuò ad essere schierato in quel ruolo anche a maggio, visto un infortunio occorso a Justin Upton. Dal 21 maggio al 3 giugno mise a segno una striscia di 13 partite consecutive in cui collezionò almeno una valida (22 valide su 53 il computo complessivo). Concluse l'annata con una media battuta di .290, 6 fuoricampo e 49 punti battuti a casa.
Nel 2020 continuò ad essere un'utility player, cominciando la stagione in terza base al posto dell'infortunato Anthony Rendon. Quando il 28 agosto gli Angels scambiarono Tommy La Stella, Fletcher diventò stabilmente il nuovo seconda base della squadra. Al termine di un'annata accorciata per via della pandemia di COVID-19, chiuse con una media battuta di .319, 3 fuoricampo e 18 punti battuti a casa in 49 partite totali.
Il 1º aprile 2021, a poche ore dall'inizio della prima gara degli Angels di quell'anno, fu annunciato il rinnovo quinquennale di Fletcher per 26 milioni di dollari. Dal 13 giugno al 17 luglio riuscì a mettere a referto una striscia di 26 partite consecutive con valide all'attivo, la quale fu anche la seconda striscia più lunga della storia degli Angels (seconda solo a quella di Garret Anderson del 1998, lunga 28 gare). Sul finire di stagione la sua produzione offensiva diminuì, visto che negli ultimi 51 incontri dell'anno batté con una media di .161. Concluse comunque con una media stagionale di .262, 2 fuoricampo e 47 punti battuti a casa.
Nella prima settimana della MLB 2022, Fletcher batté solo 1 su 13. Saltò anche alcune partite a causa di un problema all'anca rimediato durante il precampionato, rientrando a fine aprile ma continuando comunque a battere con medie più basse del solito (.158) fino a quando l'8 maggio è stato reinserito in lista infortunati sempre per il problema all'anca. Sottoposto ad intervento chirurgico, è tornato in campo il 28 luglio. Nelle sue prime 15 partite dal ritorno dall'intervento, batté valido 19 volte su 53 (.359), con due fuoricampo e 10 punti battuti a casa. A fine stagione, la sua produzione offensiva fu su .255 di media battuta, con 2 fuoricampo e 17 punti battuti a casa in 61 partite.